# Колларт, Адриан
Адриан Колларт (нидерл. Adrien Collaert, 1560, Антверпен — 29 июня 1618, Антверпен) — фламандский рисовальщик-орнаменталист и гравёр из Антверпена эпохи «Золотого века Нидерландов». Вместе со старшим братом Адрианом (1560—1618) работал в области орнаментальной гравюры и книжной иллюстрации.

## Биография
Адриан Колларт родился в Антверпене около 1560 года. Он был сыном Ханса Колларта Первого и старшим братом рисовальщика и гравёра — Яна Колларта (1561—1628). В 1586 году он женился на Юсте Галле, дочери антверпенского гравёра и издателя Филиппа Галле.
Его деятельность проходила в Антверпене между 1580 и 1618 годами. В 1580 году он стал свободным мастером Гильдии Святого Луки. Его первые работы представляли собой «Семь планет» по рисункам Мартена де Воса. Затем он работал на Филиппа Галле и пытался стать независимым издателем примерно в 1587—1588 годах.
Он также работал у Геррита де Йоде (где он делал гравюры по мотивам Мартена де Воса), Эдуарда Хёсвинкеля и Ханса ван Люка. Изучив принципы искусства в своей стране, он посетил Италию, где провёл несколько лет.
В 1589 году он работал в антверпенском издательстве Плантена-Моретуса. С 1593 года брал учеником. Среди них были Жан Боль, Адриан Бун, его брат Ян Колларт и Абрахам ван Мерлен. В 1597 году он был избран деканом Гильдии Святого Луки.
Братья Колларты часто работали совместно над одними и теми же гравюрами, кроме того, они объединили свою мастерскую с мастерскими Филиппа Галле. Это создаёт значительные трудности при атрибуции их произведений.
Братья часто гравировали по рисункам Филиппа Галле и по оригиналам Мартена де Воса, в частности для серии «Образы прославленных женщин Ветхого Завета» (Icones Illustrium Feminarum Veteris Testi), состоящей из двадцати гравюр и опубликованной в Антверпене Филиппом Галле. Братья Колларты часто работали совместно над одними и теми же гравюрами, кроме того они объединили свою мастерскую с мастерскими Филиппа Галле. Это создаёт значительные трудности при атрибуции их произведений.
Адриан много работал в области орнаментальной гравюры с ренессансными гротесками и другими итальянскими мотивами. На этом основании его причисляют и к антверпенским маньеристам, и к романистам. Известно более пятисот офортов и резцовых гравюр работы Адриана Колларта. Все они отличаются тщательной техникой, чёткостью штриха. Поэтому они имели популярность и были востребованы долгое время после смерти мастера. Их печатали в мастерской внука Филиппа Галле в Антверпене и в типографии Класа Янса Фисшера (Пискатора) в Амстердаме. Сын Адриана — Ян Батист Колларт (1591) —1628) рисовал и гравировал орнаменты и проекты ювелирных изделий, был печатником и издателем гравюр.
У Адриана Колларта был сын Ян Батист Колларт Второй (или Ханс Колларт Третий, 1591—1627/8), а также внук. Оба стали антверпенскими гравёрами и издателями.
- Aмерика. По рисунку М. де Воса. Офорт из серии «Четыре континента»
- Поклонение волхвов. По рисунку М. де Воса. Офорт из серии «Жизнь, Страсти и Воскресение Христа». 1598 – 1618
- Дева Мария и Иосиф в поисках гостиницы. По рисунку Х. Бола. 1585. Офорт
- Святой Андрей. По рисунку М. де Воса. Гравюра резцом из серии «Христос и двенадцать апостолов». 1592
- Ваза с цветами. Ок. 1595. Бумага, перо, чернила. Государственный музей искусств, Копенгаген
- Фетида на раковине. Проект тарелки. Ок. 1600. Офорт